# Воскобойников, Михаил Михайлович
Михаи́л Миха́йлович Воскобо́йников (28 апреля 1873, Павловск, Воронежская губерния, Российская империя — 15 декабря 1942) — советский зоолог и педагог.

## Биография
Родился Михаил Воскобойников в апреле 1873 года в Павловске. В 1896 году окончил Московский университет.
С 1897 по 1899 год работал в Зоологическом музее при МГУ, с 1899 по 1903 год — в Юрьевском университете. С 1903 по 1942 год преподавал в Киевском университете (с 1936 года заведовал кафедрой зоологии и сравнительной анатомии позвоночных животных), одновременно с этим с 1922 года заведовал отделом сравнительной морфологии в институте зоологии и биологии.
Скончался 15 декабря 1942 года.

## Научные работы
Основные научные работы посвящены проблемам сравнительной анатомии позвоночных животных.
- Изучал происхождение черепа, строение и функцию жаберного аппарата рыб, механизм прохождения воды через жабры при дыхании .
- Создал учение о жаберной решётке.
- Основоположник нового направления в зоологии — функциональной морфологии.

## Награды и премии
- Премия имени К. Ф. Кесслера Петербургского общества естествоиспытателей.
- 1899 — Медаль общества любителей естествознания, антропологии и этнографии.